# 유호성
유호성(2000년 2월 1일 ~ )는 대한민국의 축구 선수로, 포지션은 미드필더이다.